# Municipio de Huehuetlán el Grande
El municipio de Huehuetlán el Grande (del nahuatl: huehue; tlan ‘viejo, anciano; cerca, junto’‘lugar viejo’) es uno de los 217 municipios que conforman al estado mexicano de Puebla. Fue fundado en 1895 y su cabecera es la ciudad de Santo Domingo Huehuetlán.

## Geografía
El municipio de Huehuetlán el Grande se encuentra localizado en la zona central del estado e inmediatamente al sur del Valle de Puebla, sus coordenadas extremas son 18° 40' - 18° 51' de latitud norte y 98° 04' - 98° 15' de longitud oeste y su extensión territorial es de 264.08 kilómetros cuadrados.
Limita al norte con el municipio de Puebla, al noreste con el municipio de Tzicatlacoyan, al este con el municipio de San Juan Atzompa y con el municipio de La Magdalena Tlatlauquitepec, al sur con el municipio de Hutlatlauca y al oeste con el municipio de Teopantlán.

## Demografía
El municipio de Huehuetlán el Grande registra en el Censo de Población y Vivienda realizado en 2010 por el Instituto Nacional de Estadística y Geografía un total de 7 060 habitantes, de los que 3 418 son hombres y 3 642 son mujeres.

### Localidades
En el municipio de Huehuetlán el Grande se localizan un total de 17 localidades, siendo las principales y su población en 2010 las siguientes:
| Localidad                | Población |
| Total Municipio          | 7 060     |
| Santo Domingo Huehuetlán | 2 477     |
| San Miguel Atlapulco     | 1 391     |
| San Agustín Ahuehuetla   | 861       |
| Analco                   | 540       |
| San Nicolás Huajuapan    | 448       |

## Política

### Presidentes municipales desde 1999
- (1999 - 2001): Edilberto Fernández Mendoza
- (2002 - 2005): Ranulfo Domingo de la Rosa Martínez
- (2005 - 2008): Leandro Barrales Meza
- (2008 - 2011): Luis Caporal Jiménez
- (2011 - 2014): Juan Gabriel Aguilar Castañeda
- (2014 - 2016): José Santamaría Zavala [5]
- (2016 - 2018): Lázaro Luna Corona [6]